# Кашкаир
Кашкаир — река в России, протекает по Башкортостану. Устье реки находится в 100 км по правому берегу реки Малый Ик. Длина реки составляет 15 км.

## Данные водного реестра
По данным государственного водного реестра России относится к Уральскому бассейновому округу, водохозяйственный участок реки — Большой Ик. Речной бассейн реки — Урал (российская часть бассейна).
Код объекта в государственном водном реестре — 12010000612112200005842.